# Vittar
Vittar és un riu del districte de Tanjore a Tamil Nadu, una derivació del riu Vennar, afluent del Kaveri que arranca a uns 10 km al nord-oest de la ciutat de Tanjore. Desaigua a la mar prop del port de Nagar (Tamil Nadu).